# Міжфракційне депутатське об'єднання «Депутатське об'єднання з реформування податкового, митного та земельного законодавств України»
Міжфракційне депутатське об'єднання «Депутатське об'єднання з реформування податкового, митного та земельного законодавств України» — створене у Верховній Раді України VIII скликання 17 червня 2015 року. Того ж дня про створення МДО оголошено на пленарному засіданні Верховної Ради України.
Основною метою створення Міжфракційного депутатського об'єднання «Депутатське об'єднання з реформування податкового, митного та земельного законодавств України» — є здійснення та захист прав і свобод, задоволення суспільних, зокрема правових, економічних, соціальних та інших інтересів фізичних, юридичних осіб, інтересів держави та органів місцевого самоврядування у сфері прийняття та реформування законодавства України. 

## Секретаріат
Секретаріат Міжфракційного депутатського об'єднання «Депутатське об'єднання з реформування податкового, митного та земельного законодавств України» — постійно діючий виконавчий орган. Голову Секретаріату призначають члени об'єднання з числа народних депутатів.
Секретаріат здійснює аналіз чинного законодавства України, збирає аналітичну інформацію, готує аналітичні матеріали та депутатські звернення, розробляє законопроєкти, співпрацює з науковою та академічною спільнотою, громадськими організаціям та активістами, міжнародними організаціями та відомствами, органами виконавчої влади всіх рівнів, а також мас-медіа.